# Valeriu Sas
Valeriu Sas (n. 22 septembrie 1888, comuna Fărău, comitatul Alba de Jos, Regatul Ungariei – d. 15 octombrie 1949, Lugoj, Republica Populară Română) a fost învățător și delegat la Marea Adunare Națională de la Alba Iulia din 1 decembrie 1918

## Date biografice
A făcut parte dintr-o familie preoțiască, al cărui părinte în anii 1916-1917 a fost ținut internat politic  timp de 20 de luni în Csova jud. Severin. Din 1909-1914 a fost învățător  în comuna Nevrimea, jud. Severin.
Între anii 1914-1916 a făcut parte din regimentul de infanterie 50 de Alba Iulia, participând la luptele din Galiția.
Între anii 1917-1919 a fost chemat pe postul de învățător la școala primară greco-catolică de băieți din Lugoj.
În 1919 a fost subrevizor școlar al județului Caraș-Severin până in 1926, când a trecut la parohia Șanovița, județul Timiș, dar în același timp a ocupat și catedra școlară.
A fost delegatul oficial, reprezentând Reuniunea Învățătorilor greco-catolici dim  ținutul Lugojului.
A studiat Academia Teologică din Lugoj. A fost secretar al Reuniunii învățătorilor din protopopiatul Lugoj.
A publicat poezii și articole in diverse reviste social-politice.

## Viață politică
Valeriu Sas a contribuit la organizarea consiliilor si gărzilor naționale române in jurul Lugojului. După 1918 a fost subrevizor școlar al județului Caraș-Severin, până în 1926, învățător la Samovița.